# SEACOM (非洲電纜系統)
SEACOM公司，負責建造海底光纖電纜，加以擁有，再行運營。 SEACOM批發銷售國際容量，遍及印度、歐洲。受惠的通信運營商位於南非洲和東非洲。
其頻寬量多價廉，以此行商。2009年7月之前，東非洲國家，依賴衛星，網絡昂貴緩慢。2009年7月23日，非洲東南部光纜竣工，SEACOM寬頻首次供予東非洲國家，降低網絡成本，促進經濟發展。 
Aidan Baigrie，身為SEACOM的業務主任，認為南非洲的頻寬會越來越便宜。

## 项目资金
SEACOM由私人投资，约75%的股份是由非洲人持有。 SEACOM项目的初始投资为3.75亿美元：有7500万美元来自开发商，1.5亿美元来自的南非投资者，以及来自南非莱利银行的7500万美元商业贷款中。其余的7500万美元由阿迦汗经济发展基金会的工业和基础设施部门旗下的Industrial Promotion Services（IPS）提供。IPS投资的资金来自1500万美元的股权，以及新兴非洲基础设施基金和FMO共计6040万美元的债务。
目前的所有权结构如下：IPS拥有30%、Remgro拥有30%、Sanlam拥有15%、Convergence Partners拥有15%以及Brian Herlihy拥有10%。
该电缆项目造价分别为6亿美元和6.5亿美元，并且对登陆点基础设施、回程以及承载能力进行升级，2012年5月增加到每秒2.6兆比特(Tbit/s) ，然后在2014年达到每秒12兆比特(Tbit/s)。

## 登陆点
包含下列电缆登陆点：
- 法國马赛
- 蒙巴萨
- 坦桑尼亚达累斯萨拉姆
- 莫桑比克马普托
- 南非姆通济尼（英语：姆通济尼）
- 印度孟买

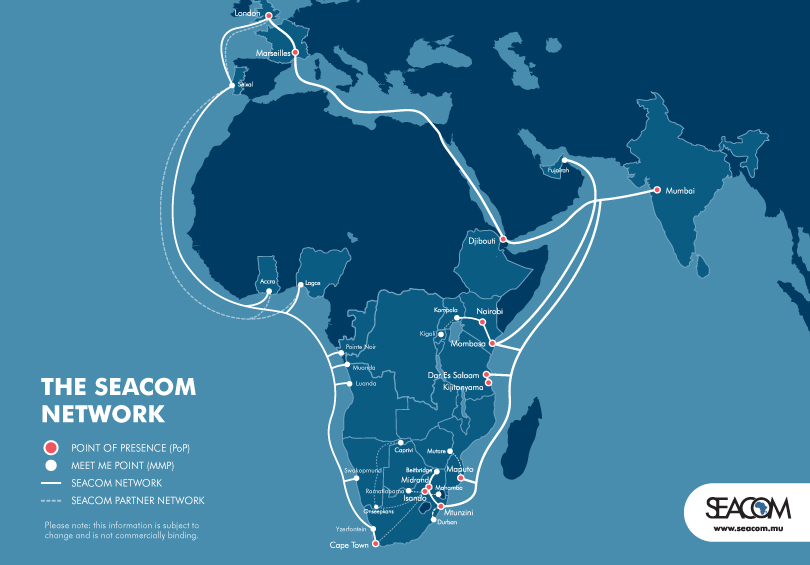
SEACOM网络地图

截至2012年5月，回程将从以下沿海登陆点连接：
- 英国伦敦
- 南非约翰内斯堡
- 南非開普敦
- 南非德班
- 坦桑尼亚Kijitonyama（英语：Kijitonyama）
- 奈洛比
- 乌干达坎帕拉
- 卢旺达吉佳利
- Dawele（ 与 衣索比亞边界）
- Galafi（英语：Galafi）（ 与 衣索比亞边界）
- 貝特橋（ 南非与 辛巴威边界）
- 穆塔雷（ 莫桑比克与 辛巴威边界）
- 翁西普康斯（英语：Onseepkans）（ 南非与 纳米比亚边界）
- Ramatlabama（英语：Ramatlabama）（ 南非与 边界）
- Mahamba（英语：Mahamba, Eswatini）（ 南非与 边界）
- 卡普里维地带（ 纳米比亚与 尚比亞边界）

SEACOM合作伙伴的电缆登陆点包括：
- 南非伊泽芳登
- 纳米比亚斯瓦科普蒙德
- 安哥拉罗安达
- 刚果民主共和国姆安达
- 刚果共和国黑角
- 奈及利亞拉哥斯
- 阿克拉
- 葡萄牙塞沙爾
- 阿联酋富吉拉